# Дёлау
Дёлау (нем. Döhlau) — община в Германии, районный центр, расположен в земле Бавария. Подчиняется административному округу Верхняя Франкония. Входит в состав района Хоф.  Население составляет 4036 человек (на 31 декабря 2010 года). Занимает площадь 15,25 км². Община подразделяется на 8 сельских округов.

## Население
По оценке на 31 декабря 2015 года население общины Дёлау составляет 3920 чел. 

| Дата      | 1840 | 1871 | 1900 | 1925 | 1939 | 1950 | 1961 | 1970 | 1987 | 2011 |
| --------- | ---- | ---- | ---- | ---- | ---- | ---- | ---- | ---- | ---- | ---- |
| Население | 932  | 1011 | 1269 | 1386 | 1358 | 1563 | 1403 | 1805 | 3390 | 4007 |

| Год       | 1960 | 1970 | 1980 | 1990 | 2000 | 2009 | 2010 | 2011 | 2012 | 2013 | 2014 | 2015 |
| --------- | ---- | ---- | ---- | ---- | ---- | ---- | ---- | ---- | ---- | ---- | ---- | ---- |
| Население | 1383 | 1934 | 3241 | 3539 | 4046 | 4067 | 4036 | 4012 | 4036 | 4011 | 3963 | 3920 |